# Il silenzio dopo lo sparo
Il silenzio dopo lo sparo (Die Stille nach dem Schuss) è un film del 2000 diretto da Volker Schlöndorff.

## Trama
Una banda di terroristi social-comunisti proveniente dalla Repubblica Federale Tedesca si organizza per effettuare delle rapine nelle banche di altri Paesi dell'Europa capitalista, tra cui la stessa Germania Ovest e la Francia. Dopo l'evasione di un componente della banda da una prigione, i giovani rapinatori entrano in contatto con la Stasi, la polizia segreta della Repubblica Democratica Tedesca (DDR).
Dopo uno scambio di opinioni e di vedute, i giovani rapinatori formano un'alleanza segreta con alcuni membri della Stasi. La banda, ricercata in Francia e nella Germania Ovest, chiede di essere supportata nello spostare le proprie attività a Beirut. Ma al momento della partenza, Rita, da sempre affascinata dalla Germania socialista, decide di uscire dalla banda per continuare a vivere la propria vita nella Germania Est.
Da quel momento inizierà per lei una nuova vita in incognito, nella continua paura di essere riconosciuta. Le difficoltà arrivano nel momento in cui, nel 1989, crolla il Muro di Berlino. Da questo momento Rita sarà ricercata dalla polizia di tutta Europa e non avrà più la copertura della Stasi, i cui agenti verranno ricongiunti con quelli appartenenti alla polizia federale tedesca. Rita, alla guida di una moto rubata senza una meta precisa, arrivata a un posto di blocco, per paura di essere arrestata, cerca di scappare, ma uno dei poliziotti le spara alla schiena, provocandone la morte.

## Riconoscimenti
- 2000 - Festival internazionale del cinema di Berlino
  - Orso d'argento per la migliore attrice (ex aequo Bibiana Beglau, Nadja Uhl)